# Josef Hejzlar
Josef Hejzlar (Prága, 1927. január 21. – Prága, 2012. január 4.) cseh sinológus, művészettörténész.

## Élete és munkássága

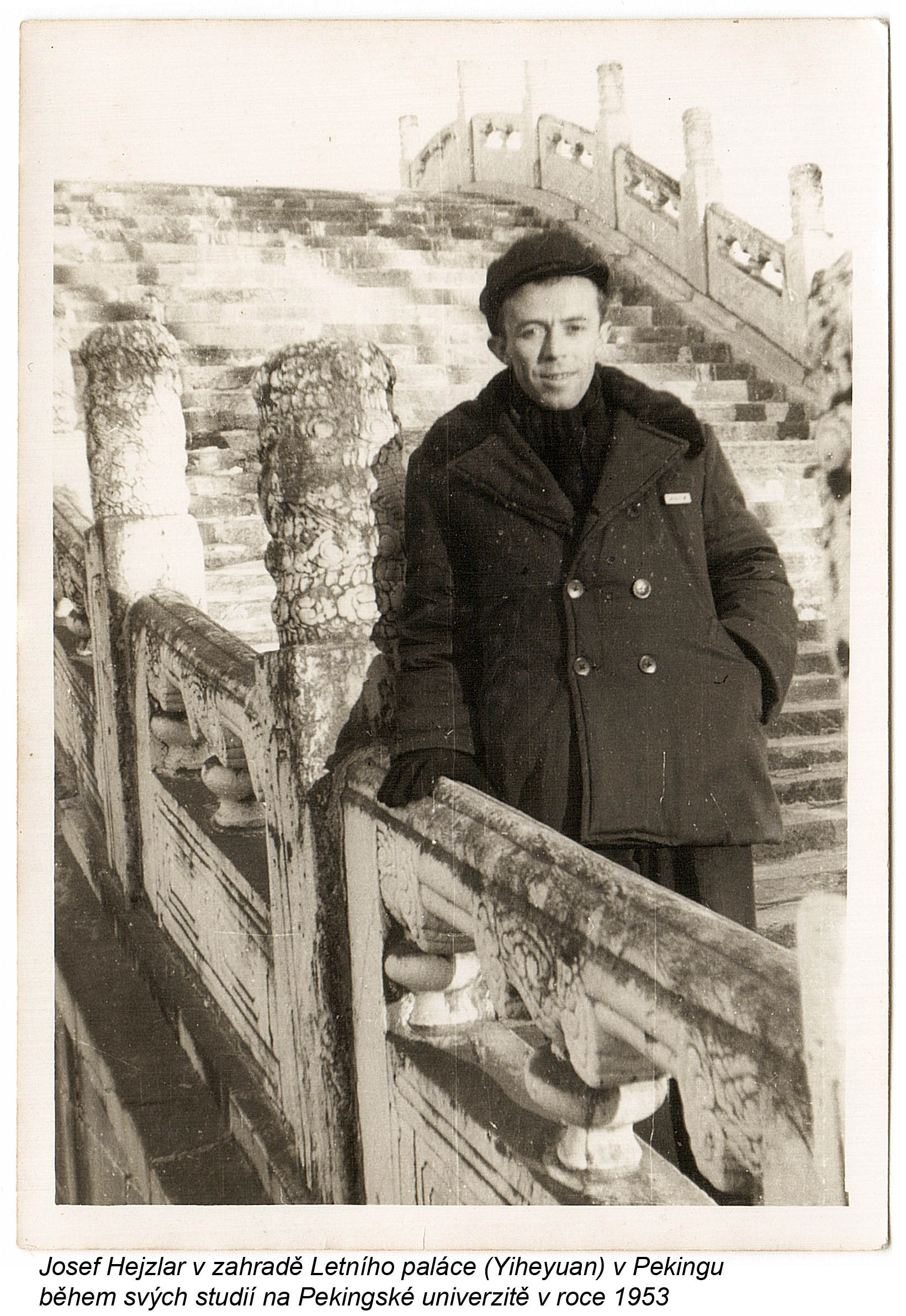
Hejzlar Pekingben (1953)

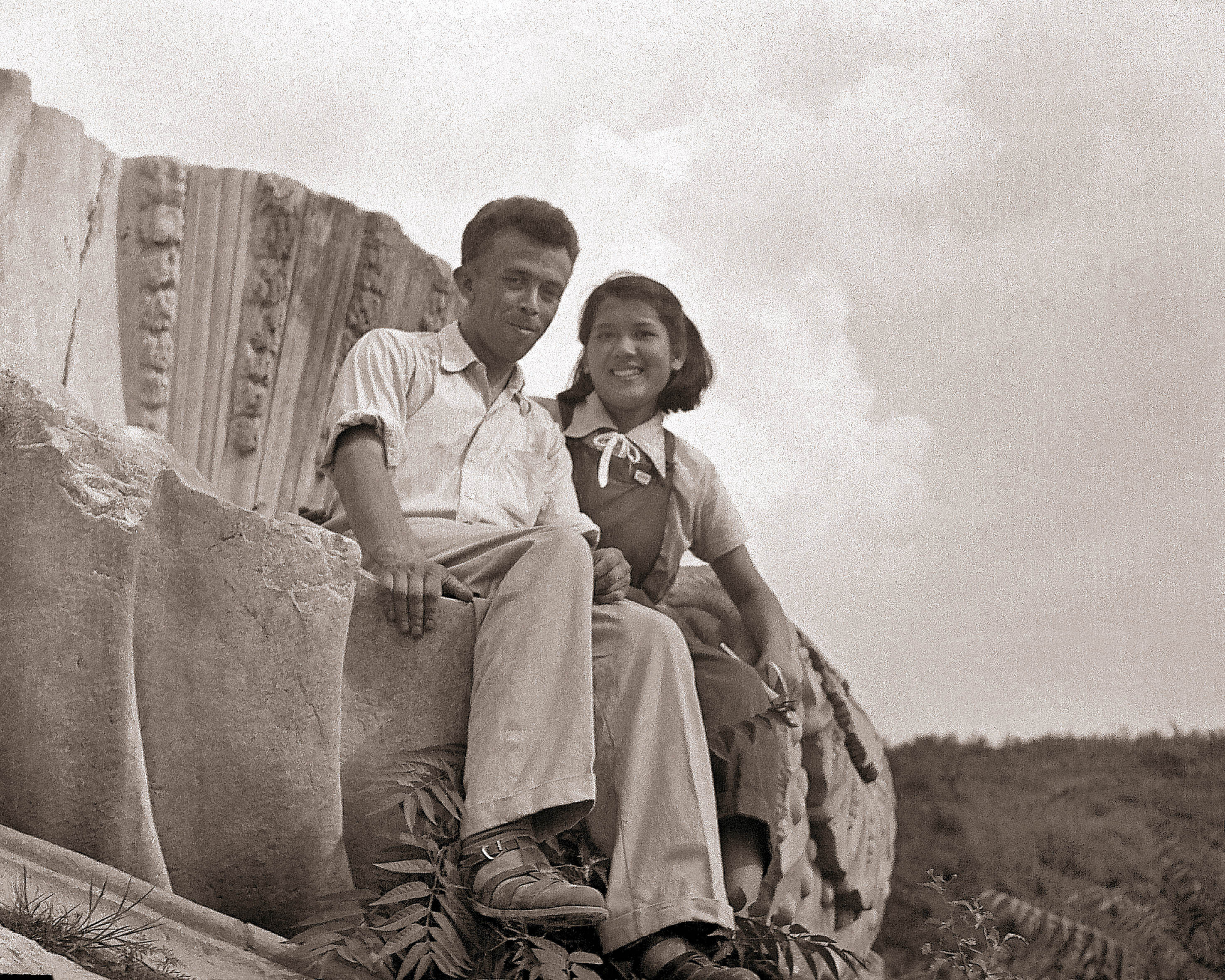
Josef Hejzlar és felesége Taj-ťün Hejzlarova

Josef Hejzlar iparművészként végzett Prágában, majd 1951-től 1956-ig a Pekingi Egyetemen és a Pekingi Képzőművészeti Egyetemen tanult. Itt találkozott későbbi feleségével is, egy kínai diáklánnyal. A kínai művészet fáradhatatlan kutatója és népszerűsítője volt, akinek a nevéhez számos monográfia, album és egyéb publikáció kötődik. Legjelentősebb műve a Csi Paj-siról írt monográfiája (1970).

### Főbb művei
- Čínské vystřihovánky, 1960, Praha, Londýn, Paříž, Frankfurt, v anglické, francouzské a německé verzi
- Hirošima, Iri Maruki a Tošiko Akamacu, cyklus obrazů atomového bombardování, Praha, 1961
- Čchi Paj-š', Praha 1970. Cena nakladatelství ODEON, 1970
- Stará čínská grafika, Praha, Londýn, Frankfurt ,1972, v anglické a německé verzi, připravuje se v české verzi
- About the Shanhai School of Painting, spoluautor, úvodní studie v katalogu výstavy Masters of Shanghai School of Painting, NG Praha, 1968
- Vietnamské umění, Praha, Londýn, Paříž, Frankfurt, 1974, anglická, francouzská, německá a česká verze
- Čínský akvarel (Šanghajská škola malířská), Praha, Londýn, Paříž, Frankfurt, 1978–1994, anglická, německá a francouzská verze, celkem 16 vydání
- Čínská krajinomalba, Praha, Paříž, Frankfurt, 1994–1996, v německé a francouzské verzi, Aventinum Praha, 2011, v české verzi
- Čchi Paj-š', úvodní studie v katalogu výstavy k 130. výročí narození čínského mistra, Praha, 1993
- Minimum čínského moudra, spoluautor, Praha, 1996
- Lexikon čínského mudrosloví, spoluautor, Praha, 1999
- Čchi Paj-š': Verše od Bazénu spadlé hvězdy, Praha, 2002
- Čchi Paj-š' a jeho slavní žáci, Galerie Zdeněk Sklenář u příležitosti stejnojmenné výstavy konané v roce 2007 v Praze, v české a čínské verzi
- Na Řece, spoluautor, Knižní klub, Praha, 2011. Vítězný román 16. ročníku Literární ceny Knižního klubu
- Jak pěstovat klid a mír, nevydáno, Galerie Zdeněk Sklenář